# Мыслеформа
Мыслефо́рма — в эзотерических учениях форма энергии, зримый образ мысли, вызванный к жизни актом воли. Считается, что вибрации (колебания, волны) происходящие от производимой мысли, способны влиять как на самого человека, так и на внешнее пространство, а в некоторых случаях при постоянстве и сильной концентрации одной мысли — производить явления выходящие за рамки обычных представлений (например, схожее с мыслеформой понятие «тульпы»).
Мыслеформы могут быть созидательные и разрушительные; размер, форма, цвет мыслеформы зависят от эмоционального состояния личности (например, цвет ауры человека).

## История и содержание

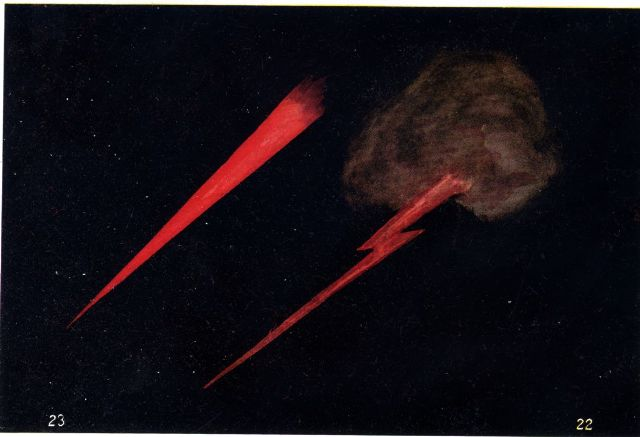
Мыслеформы: «Убийственное бешенство и нескончаемая ненависть» (рисунки из книги «Мыслеформы» А. Безант, Ч.Ледбитер, 1901).

Выдающимся исследователем мыслеформ («материи мысли») был Ч. Ледбитер, совместно с Анни Безант им были исследованы и затем зарисованы не только проявления мыслей и эмоций человека, но и некоторые музыкальные формы (книга «Мыслеформы: данные ясновидческого исследования», 1901).
Описан механизм по которому создается мыслеформа: сама особенность мысли определяет ее цвет, характер мысли определяют ее форму, уверенность мысли придает ясность очертания. Отсюда, важность четкого, а не размытого, позитивно окрашенного, а не погруженного в негатив образа (мыслеформы) цели.
Например, мыслеформа созданная медитацией «Стремление охватить все»; мыслеформа созданная эмоциями «Убийственное бешенство и нескончаемая ненависть», отраженные в рисунках.
Авторы отмечали, что «искренне надеются», что их исследования помогут осознать «природу и силу своих мыслей и станут точкой опоры и превосходным стимулом».

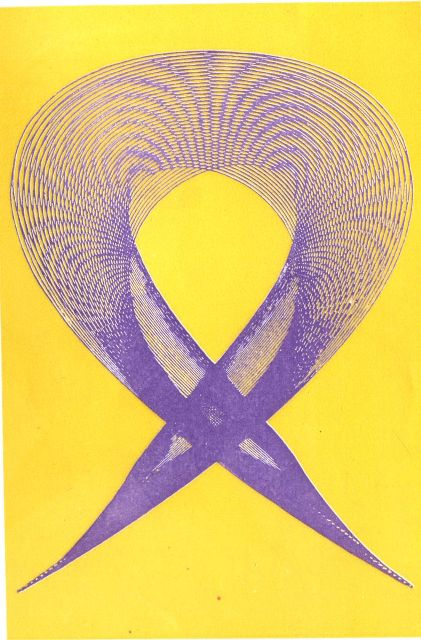
Мыслеформа: «Стремление охватить всё», созданная медитацией (рисунки из книги «Мыслеформы» А.Безант, Ч. Ледбитер, 1901)

Виды мыслеформ: мыслеформы принимающие образ думающего (имеющие вид его самого), мыслеформы принимающие образ какого-нибудь материального объекта (материализованный образ картины художника, сюжета произведения и пр.), мыслеформы принимающие собственную форму, выражающую качества, присущие материи, которую они вокруг себя собирают (любые другие мыслеформы исходящие от: любви, злости, музыки и др.).

## В искусстве
В фантастическом рассказе Валентина Берестова «Мысли не пахнут» (1968) люди улавливали запах чужих мыслей, которые отражали личность и настрой человека.
В. Кандинский под влиянием книги Мыслеформы пишет трактат «О духовном в искусстве»; переходит от фигуративной живописи к чистой абстракции.